# Olsson (Automobilhersteller)
Olsson war ein US-amerikanischer Hersteller von Automobilen.

## Unternehmensgeschichte
Ivan W. Olsson gründete um 1890 das Unternehmen als mechanische Werkstätte. Der Sitz war in Chicago in Illinois. Er stellte Otto- und Dampfmotoren her und reparierte sie auch. 1900 begann die Produktion von Automobilen nach Kundenaufträgen. Der Markenname lautete Olsson. Erst 1903 kündigte er an, die Fahrzeuge auch auf dem offenen Markt anbieten zu wollen. Werbung hat er wenig betrieben. 1905 endete die Fahrzeugproduktion.  Danach verliert sich die Spur des Unternehmens.

## Fahrzeuge
Für die Zeit bis 1902 sind sechs verschiedene Modelle bekannt. Dampfwagen gab es als Runabout für 850 US-Dollar und als Stanhope für 1100 Dollar. Die anderen Fahrzeuge hatten Ottomotoren. Genannt sind zwei verschiedene Runabouts für 900 und 1400 Dollar, ein Tonneau mit 10 PS für 1700 Dollar und ein weiterer Tonneau mit 24 PS für 2800 Dollar.